# Moondance (lied)
"Moondance" is een nummer van de Noord-Ierse singer-songwriter Van Morrison. Het nummer verscheen op zijn gelijknamige album uit 1970. In augustus 1977 werd het nummer uiteindelijk uitgebracht als single.

## Achtergrond
"Moondance" is geschreven door Morrison zelf en geproduceerd door Morrison en Lewis Merenstein. Het nummer is opgenomen in augustus 1969 in de Mastertone Studio in New York. Morrison schreef het nummer toen hij in Cambridge in Massachusetts woonde. Hij vertelde: "Bij "Moondance" schreef ik eerst de melodie. Ik speelde de melodie op een sopraansaxofoon en ik wist dat ik een goed nummer had, dus ik schreef een tekst op de melodie. Zo schreef ik dat nummer. Ik heb niet echt woorden om het nummer te beschrijven, misschien is geavanceerd het woord waar ik naar zoek. Voor mij is "Moondance" een geavanceerd nummer. Het zou Frank Sinatra niet misstaan." Morrisons gitarist John Sheldon vertelde dat de band tijdens een repetitie in de zomer van 1968 een Broadway-nummer genaamd "Lazy Afternoon" aan het spelen was. Morrison vroeg wat veranderingen aan en zong een melodie die later "Moondance" vormde.
"Moondance" werd pas in november 1977, zevenenhalf jaar na de uitgave op het album, uitgebracht als single. Enkel in de Verenigde Staten werd het een kleine hit; het kwam tot plaats 92 in de Billboard Hot 100. Desondanks is het een van de bekendste nummers van Morrison en is het het meest gespeelde nummer tijdens zijn concerten. In 2004 zette het tijdschrift Rolling Stone het nummer op plaats 226 in hun lijst "The 500 Greatest Songs of All Time". Ook is het nummer door de Rock and Roll Hall of Fame opgenomen in hun lijst "The Songs That Shaped Rock and Roll".
"Moondance" is onder andere gebruikt in de films An American Werewolf in London en August Rush en de televisieseries Peep Show en The West Wing. Het is regelmatig gecoverd door andere artiesten, waaronder Herb Alpert met Lani Hall, Michael Bublé, Georgie Fame, Ramsey Lewis met Nancy Wilson, Jonathan Rhys Meyers en Tim Weisberg. Morrison zelf vindt de versies van Bobby McFerrin en Grady Tate de beste covers van het nummer.

## NPO Radio 2 Top 2000
| Nummer met noteringen in de NPO Radio 2 Top 2000 | '00 | '01 | '02 | '03 | '04 | '05 | '06 | '07 | '08 | '09 | '10 | '11 | '12 | '13 | '14 | '15 | '16 | '17 | '18  | '19  | '20  | '21  | '22  | '23  | '24  |
| ------------------------------------------------ | --- | --- | --- | --- | --- | --- | --- | --- | --- | --- | --- | --- | --- | --- | --- | --- | --- | --- | ---- | ---- | ---- | ---- | ---- | ---- | ---- |
| Moondance                                        | 617 | -   | 319 | 383 | 403 | 433 | 364 | 377 | 386 | 412 | 396 | 510 | 597 | 534 | 606 | 649 | 928 | 923 | 1207 | 1263 | 1240 | 1434 | 1560 | 1757 | 1824 |

1. ↑  Een '-' betekent dat het nummer niet was genoteerd en een vetgedrukt getal geeft de hoogste notering aan.
2. ↑  2000 was het eerste jaar met een notering voor dit nummer.